# Olympische Winterspiele 1980/Teilnehmer (Tschechoslowakei)
| Gelbes Symbol für Goldmedaillen mit stilisierten Olympischen Ringen | Graues Symbol für Silbermedaillen mit stilisierten Olympischen Ringen | Braundes Symbol für Bronzemedaillen mit stilisierten Olympischen Ringen |
| ------------------------------------------------------------------- | --------------------------------------------------------------------- | ----------------------------------------------------------------------- |
| —                                                                   | —                                                                     | 1                                                                       |

Die Tschechoslowakei nahm an den Olympischen Winterspielen 1980 in Lake Placid mit einer Delegation von 41 Athleten (34 Männer, 7 Frauen) teil. Der Eishockeyspieler Bohuslav Ebermann wurde als Fahnenträger für die Eröffnungsfeier ausgewählt.

## Teilnehmer nach Sportarten

### Biathlon
Herren:
- Zdeněk Hák
10 km: 29. Platz
20 km: 14. Platz
4 × 7,5 km: 11. Platz
- Jaromír Šimůnek
10 km: 16. Platz
4 × 7,5 km: 11. Platz
- Josef Skalník
20 km: 42. Platz
4 × 7,5 km: 11. Platz
- Peter Zelinka
10 km: 6. Platz
20 km: 22. Platz
4 × 7,5 km: 11. Platz

### Eishockey
Herren: 5. Platz
| - Jiří Bubla - Milan Chalupa - Miroslav Dvořák - Bohuslav Ebermann - Miroslav Fryčer - Karel Holý - František Kaberle - Arnold Kadlec - Jiří Králík - Karel Lang | - Vincent Lukáč - Vladimír Martinec - Jan Neliba - Jiří Novák - Milan Nový - Jaroslav Pouzar - Vítězslav Ďuriš - Anton Šťastný - Marián Šťastný - Peter Šťastný |

### Eiskunstlauf
Eistanz:
- Liliana Řeháková / Stanislav Drastich
4. Platz

### Rodeln
| Damen: - Mária Jasenčáková 9. Platz | Herren: - Vladimír Resl DNF - Jindřich Zeman 10. Platz Doppelsitzer: - Vladimír Resl / Jindřich Zeman 8. Platz |

### Ski Alpin
| Damen: - Jana Gantnerová-Šoltýsová Abfahrt: 10. Platz Riesenslalom: 21. Platz Slalom: DNF | Herren: - Bohumír Zeman Abfahrt: 13. Platz Riesenslalom: 19. Platz Slalom: 14. Platz |

### Ski Nordisch

#### Langlauf
| Damen: - Květa Jeriová 5 km: 10 km: 9. Platz 4 × 5 km: 4. Platz - Dagmar Palečková-Švubová 5 km: 13. Platz 10 km: 16. Platz 4 × 5 km: 4. Platz - Blanka Paulů 5 km: 30. Platz 10 km: 29. Platz 4 × 5 km: 4. Platz - Gabriela Svobodová-Sekajová 5 km: 20. Platz 10 km: 19. Platz 4 × 5 km: 4. Platz | Herren: - Jiří Beran 15 km: 24. Platz 30 km: 21. Platz 50 km: 23. Platz 4 × 10 km: 9. Platz - Miloš Bečvář 15 km: 44. Platz 30 km: 32. Platz 4 × 10 km: 9. Platz - František Šimon 15 km: 40. Platz 30 km: 36. Platz 50 km: 27. Platz 4 × 10 km: 9. Platz - Jiří Švub 15 km: 23. Platz 30 km: 28. Platz 50 km: 30. Platz 4 × 10 km: 9. Platz |

#### Skispringen
Herren:
- Josef Samek
Normalschanze: 39. Platz
Großschanze: 23. Platz
- Leoš Škoda
Normalschanze: 22. Platz
Großschanze: 21. Platz